# Araraquara Airport
Araraquara Airport (portugisiska: Aeroporto de Araraquara, engelska: Bartholomeu de Gusmão State Airport, portugisiska: Aeroporto Estadual Bartholomeu de Gusmão) är en flygplats i Brasilien.   Den ligger i kommunen Araraquara och delstaten São Paulo, i den sydöstra delen av landet, 700 km söder om huvudstaden Brasília. Araraquara Airport ligger 705 meter över havet.
Terrängen runt Araraquara Airport är platt norrut, men söderut är den kuperad. Runt Araraquara Airport är det ganska tätbefolkat, med 239 invånare per kvadratkilometer.. Närmaste större samhälle är Araraquara, 4,8 km väster om Araraquara Airport.
Omgivningarna runt Araraquara Airport är en mosaik av jordbruksmark och naturlig växtlighet.